# 731 (X-ファイルのエピソード)
「731」（原題:731）は『X-ファイル』のシーズン3第10話で、1995年12月1日にFOXが初めて放送した。なお、本エピソードは「ミソロジー」に属するエピソードである。
本エピソードではオープニングのスローガンが「Apology is Policy」（謝罪は真実を抹殺する）に変更されている。

## スタッフ
- 監督:ロブ・ボウマン
- 脚本:フランク・スポットニッツ

## キャスト

### レギュラー
- デイヴィッド・ドゥカヴニー - フォックス・モルダー特別捜査官
- ジリアン・アンダーソン - ダナ・スカリー特別捜査官
- ミッチ・ピレッジ - ウォルター・スキナーFBI副長官

### ゲスト
- ウィリアム・B・デイヴィス - シガレット・スモーキング・マン
- スティーヴン・ウィリアムズ - ミスターX
- ドン・S・ウィリアムズ - ファースト・エルダー
- スティーヴン・マクハティ - 赤髪の男
- ロバート・イトー - タキオ・イシマル博士/シロウ・ザマ
- ジリアン・バーバー - ペニー・ノーザン
- コリン・カニンガム - エスカランテ
- ブレンダン・ベイサー - ペンドレル捜査官

## ストーリー
兵士たちがウェストバージニア州クィニモントにあるハンセン病の研究施設の跡地を訪れ、収容されていた患者のほとんどを捕まえた。ところが、患者の一人、エスカランテはとっさの判断でトラップドアに隠れることができた。施設を去ってゆく兵士たちを追ったエスカランテは、患者が銃殺される様子を目撃する。その死体は地中に埋められていたが、その中には明らかに人間ではない生命体の死体があった。それは人間とエイリアンのハイブリッドだった。
モルダーは電車に飛び乗ることに成功したが、その際に携帯電話を落としてしまい、スカリーとの連絡手段を失ってしまった。スカリーに問い詰められたミスターXは「君の首元に埋め込まれたインプラントを調べるといい。モルダーが乗り込んだ電車がどんなものなのか、君のお姉さんを殺したのが誰なのかが分かる。」とだけ言ってその場を去った。車内に潜入したモルダーは秘密車両がセキュリティシステムによって他の車両と隔離されていることに気が付く。そこで、モルダーは客室乗務員の協力を得て、シロウ・ザマ博士を探すことにした。ザマの個室に入ったモルダーは日本語で書かれた手記を発見した。しかし、ザマはすでに「赤髪の男」によって絞殺されていた。
スカリーはペンドレルにインプラントの分析結果を聞きに行った。あのインプラントは極めて高度な技術で作られたもので、人間の脳の記憶機能を代替でき、埋め込まれた人間の思考を把握することができるという。インプラントの製作者を調べたところ、ウェストバージニア州の研究施設でザマが作ったものであることが判明した。スカリーがその研究施設を訪れると、そこには「処刑」を免れた患者たちがいた。その一人、エスカランテによると、彼らはザマに何らかの実験を受けさせられたのだという。そんなある日、兵士たちがやって来て、仲間を虐殺していったのだという。エスカランテはスカリーを虐殺の現場に案内するが、そこにやってきた兵士たちによって殺されてしまった。兵士たちに捕まったスカリーはファースト・エルダーの下へと連行された。
モルダーが秘密車両を見に行くと、なぜかドアが半開きになっていた。車両の中には人間とエイリアンのハイブリッド作成実験の被験者が拘束されていた。そこへ、「赤髪の男」がやって来てモルダーに襲い掛かった。身の危険を感じた客室乗務員は秘密車両の扉を閉めてしまった。「赤髪の男」はモルダーにアメリカ国家安全保障局（NSA）のエージェントであると名乗った。赤髪の男がザマのパスコードで車両内に入ったところ、時限爆弾が作動してしまったのだという。モルダーはその話を信じなかったが、「赤髪の男」の携帯電話を使ってスカリーと連絡を取ることができた。ファースト・エルダーと一緒に実験室にいた。スカリーはモルダーに「意識を失った被験者たちは、ここでザマに何らかの実験をされた。私もそうだったのよ。エイリアンに誘拐されたというのは実験から目をそらさせるための煙幕に過ぎなかった。」「確かにその列車には爆弾が仕掛けられている。そこに拘束されているのは出血熱ウイルスの感染者なのよ。もし爆弾が爆発すれば、ウイルスがまき散らされて何千人という規模で死者が出てしまう。」と言った。スカリーに言われたモルダーが車内を探すと、天井版の裏に爆弾を見つけた。
モルダーの指示通りに、車掌は車両を人里離れた場所で切り離した。モルダーが「赤髪の男」に被験者に関する詳細を問い詰めると、被験者には生物兵器の体制があることが分かった。ザマはこの被験者を日本へ連れて行こうとしたが、合衆国政府に勘付かれ、殺し屋を送り込まれたのだという。それを聞いてもなお、モルダーは被験者が人間とエイリアンのハイブリッドであると信じていた。スカリーの協力もあって、モルダーは車両の扉を開けることに成功したが、その隙を突かれて「赤髪の男」に気絶させられた。「赤髪の男」が車両から離れようとした矢先、そこに現われたミスターXによって射殺された。Xはモルダーと被験者の両方を車両から救出しようとしたが、もう少しで爆弾が爆発することに気付く。Xは意識を失ったモルダーを肩に担いで脱出した。その直後、車両は木っ端微塵に爆発した。
怪我の治療を受けたモルダーは、ザマの手記の解読を試みたが、その手記が別の手記にすり替えられていることに気が付く。
一方、アメリカ合衆国のとある場所で、何者かが本物のザマの手記の翻訳に当たっていた。彼の側にはシガレット・スモーキング・マンがいた。

## 製作
フランク・スポットニッツは日本陸軍の731部隊が行った戦争犯罪に関する『ニューヨーク・タイムズ』の記事を読んで、本エピソードのアイデアを得たという。また、ストーリーの舞台が電車の中に設定されているのは、『北北西に進路を取れ』や『大列車作戦』に着想を得たものである。スポットニッツは本エピソードの脚本を執筆するにあたって、『X-ファイル』というシリーズの土台となっている要素をも突き崩してよいと言われた。それ故に、スポットニッツはスカリーをエイリアンの存在に否定的な人物として描写することができた。（スカリーはシーズン3第2話「ペーパークリップ」でエイリアンらしき人影を目撃しており、本来であれば、スカリーは多少なりともエイリアンの存在を肯定せざるを得ないはずである）。

### 撮影
モルダーが走行中の電車の側面に張り付いて中への侵入を試みるシーンでは、ドゥカヴニー自らスタントをこなした。その際に使用された命綱はポスト・プロダクション作業で見えなくなるように加工された。また、ミスターXがモルダーを救出するシーンは、ウィリアムズとドゥカヴニーがそれぞれ別のブルースクリーンの前で演技を行い、その2つの映像を電車爆破のCGと合成することで撮影された。冒頭の虐殺シーンの撮影に当たっては、25人の俳優（大半は子役）が雇われ、彼らにマスクを着用させて撮影した。
秘密車両のセットは実際に動いているかのように見せるために、空気の入ったチューブの上に組み立てられた。ロブ・ボウマンは車両の爆破シーンを撮影するために7台のカメラを使用した。爆破シーンに使われた車両はバンクーバーの鉄道会社から安く買ったものであった。撮影時に破損してしまったために、スクラップにされたと思われる。
ボウマンは電車内のシーンを撮影するにあたってステディカムを最大限に利用し、登場人物が画面の中心からずれた位置に移り込むように撮影した。モルダーのパラノイア的な思考を強調するためである。このシーンはモルダーに電話を掛けるスカリーの描写と対照をなしている。スカリーのシーンはカメラドリーを用いて撮影され、落ち着きのある映像を撮るためのミザンセーヌがなされた。こうすることで、スカリーが「ジブラルタルの岩のように」落ち着いている様子を表現したのである。

## 分析
ジャン・デラサラは「「731」、「二世」、「ペーパークリップ」のようなエピソードは、世間が科学に対して抱いている信頼が急激に損なわれつつあることを示している。生命を創造しようとしている傲慢な科学者たちがその原因である。」「『X-ファイル』に登場する科学者のほぼすべてが古くから存在する悪と結びついた形で登場する。ただ一人の例外はスカリー捜査官である。」「「二世」と「731」に登場する科学者は旧日本陸軍の731部隊で生体実験を行っていた。エイリアンと人間の混血種を作り出そうとしているうちに、典型的な「やりすぎた」科学者になってしまった。」「大衆と科学（者）との間の距離が開いていくのは深刻な問題だ。」と主張している。

## 評価
1995年12月1日、FOXは本エピソードを初めてアメリカで放映し、1768万人の視聴者を獲得した。
『エンターテインメント・ウィークリー』は本エピソードにB評価を下し、「「731」は「ミソロジー」が真実だと頑なに信じようとするスカリーを笑い飛ばすかのような内容であった。しかし、奇妙なことに、緊張感に欠けるエピソードであった。」と評している。『エンパイア』のニック・デ・セムリエンとジェームズ・ホワイトは本エピソードを「『X-ファイル』のエピソードベスト20」の第2位に位置づけ、「おそらく、「ミソロジー」系のエピソードの中でも最もすぐれた作品だろう。」「ハリウッドのブロックバスター映画を彷彿とさせるエピソードで、アクションと登場人物の駆け引きがハイオクのようにうまく混じっている。」と評価している。『A.Vクラブ』のザック・ハンドルンは本エピソードにA評価を下し、「恐怖を感じるエピソードだった。」と述べる一方、「ファースト・エルダーがスカリーに語った「ミソロジー」の解釈（エイリアンの存在は政府の陰謀から大衆の目を背けさせるために捏造された。）はシリーズ後半の「ミソロジー」の解釈より納得のいく説明になっている。それが感情に訴えるインパクトは初期の「ミソロジー」系エピソードの興奮をそのまま伝えてくれる。」と述べている。
ロブ・ボウマンは本エピソードの仕上がりを見て「まるで映画のようだ」と感じたという。また、クリス・カーターはこのエピソードを見てボウマンに劇場版第1作『X-ファイル ザ・ムービー』の監督のオファーを出すことを決意した。なお、ボウマンは本エピソードを『X-ファイル』の全エピソード中でも特に気に入っているエピソードの一つだと述べている。スティーヴン・ウィリアムズは「Xがモルダーを助けたことで、視聴者もXに対して好印象を抱いたと思う。」と述べている。
撮影監督のジョン・バートレーが本エピソードの撮影を評価されて、その年の全米撮影監督協会賞の長編ドラマ部門にノミネートされた。

## 余談
- スタッフの一人が爆破シーンの撮影現場から離れた場所でその車両の部品と一部を発見した。そのスタッフは部品を磨き上げ、メッセージを彫り込んだ上でボウマンにプレゼントした[17]。